# Флаг Рио-де-Жанейро (штат)
Флаг бразильского штата Рио-де-Жанейро был учреждён 5 октября 1965 года или в 1947 году (по версии вексиллолога Уитни Смита).

## Описание
Флаг штата несёт те же цвета, что были на флаге Португалии до 1910 года. Главная деталь флага — орёл, держащий в когтях стебли сахарного тростника и ветви оливы. Не следует путать флаг штата с флагом одноимённого города, на котором используются те же цвета и другой герб.